# Handball-DDR-Oberliga (Männer) 1982/83
Die Handball-DDR-Oberliga der Männer 1982/83 war die höchste Spielklasse der Saison im Hallenhandball der DDR, mit ihr wurde zum 33. Mal der DDR-Meister ermittelt.

## Saisonverlauf
Die Handballoberliga begann am 9. Oktober 1982 und schloss mit dem letzten Spiel am 27. Februar 1983 mit dem 20. Spieltag ab. Es beteiligten sich wie üblich zehn Mannschaften, unter ihnen die fünf alteingesessenen Sportclubs. Der Titelverteidiger SC Magdeburg begann die Saison mit zwei Auswärtsniederlagen Niederlagen in Berlin und Frankfurt, blieb aber in der Rückrunde ohne Verlustpunkt. So errang er schließlich mit einem Zähler Vorsprung gegenüber dem ASK Vorwärts Frankfurt seine vierte Meisterschaft in Folge. Beste Betriebssportgemeinschaft wurde die BSG Post Schwerin auf Rang sechs mit einem Rückstand von sechs Punkten zum Tabellenfünften SC Empor Rostock. Die beiden Aufsteiger BSG Chemie Piesteritz und SG Dynamo Suhl-Mitte mussten nach nur einer Saison die Oberliga wieder verlassen. Auf den Plätzen vier und fünf sowie sieben und acht, hatten die Mannschaften die gleiche Punktzahl erreicht, über die endgültige Platzierung entscheiden die Spiele gegeneinander.

## Tabellen

### Abschlusstabelle
| Pl. | Mannschaft                | Sp. | S  | U | N  | Tore    | Punkte |
| --- | ------------------------- | --- | -- | - | -- | ------- | ------ |
| 1.  | SC Magdeburg (M)          | 18  | 15 | 1 | 2  | 522:399 | 31:50  |
| 2.  | ASK Vorwärts Frankfurt    | 18  | 15 | 0 | 3  | 472:378 | 30:60  |
| 3.  | SC Leipzig (P)            | 18  | 12 | 2 | 4  | 475:389 | 26:10  |
| 4.  | SC Dynamo Berlin          | 18  | 10 | 1 | 7  | 407:392 | 21:15  |
| 5.  | SC Empor Rostock          | 18  | 10 | 1 | 7  | 416:396 | 21:15  |
| 6.  | BSG Post Schwerin         | 18  | 6  | 3 | 9  | 362:400 | 15:21  |
| 7.  | BSG Wismut Aue            | 18  | 6  | 1 | 11 | 392:441 | 13:23  |
| 8.  | BSG Motor Eisenach        | 18  | 6  | 1 | 11 | 400:416 | 13:23  |
| 9.  | BSG Chemie Piesteritz (N) | 18  | 4  | 1 | 13 | 372:493 | 09:27  |
| 10. | SG Dynamo Suhl-Mitte (N)  | 18  | 0  | 1 | 17 | 319:433 | 01:35  |

Legende:
 DDR-Meister,  Absteiger in die DDR-Liga 1983/84 
 (M) Meister 1982, (P) FDGB-Pokalsieger 1982, (N) Aufsteiger aus der DDR-Liga 1981/82

### Kreuztabelle
| 1982/83 9. Oktober 1982 – 27. Februar 1983 | 1982/83 9. Oktober 1982 – 27. Februar 1983 | SC Magdeburg | ASK Vorwärts Frankfurt | SC Leipzig | SC Dynamo Berlin | SC Empor Rostock | BSG Post Schwerin | BSG Wismut Aue | BSG Motor Eisenach | BSG Chemie Piesteritz | SG Dynamo Suhl-Mitte |
| ------------------------------------------ | ------------------------------------------ | ------------ | ---------------------- | ---------- | ---------------- | ---------------- | ----------------- | -------------- | ------------------ | --------------------- | -------------------- |
| 01.                                        | SC Magdeburg                               |              | 31:23                  | 32:26      | 30:22            | 32:22            | 34:17             | 36:26          | 32:29              | 33:19                 | 29:15                |
| 02.                                        | ASK Vorwärts Frankfurt                     | 31:27        |                        | 24:22      | 22:15            | 27:19            | 28:21             | 30:26          | 26:18              | 30:18                 | 29:17                |
| 03.                                        | SC Leipzig                                 | 25:25        | 22:26                  |            | 28:24            | 25:26            | 30:19             | 23:15          | 30:21              | 35:19                 | 27:21                |
| 04.                                        | SC Dynamo Berlin                           | 23:22        | 19:18                  | 18:27      |                  | 23:23            | 23:25             | 28:17          | 29:23              | 23:15                 | 25:21                |
| 05.                                        | SC Empor Rostock                           | 20:23        | 25:20                  | 19:23      | 23:27            |                  | 22:21             | 26:17          | 26:21              | 38:19                 | 23:14                |
| 06.                                        | BSG Post Schwerin                          | 16:25        | 19:25                  | 22:22      | 15:19            | 18:17            |                   | 16:15          | 22:15              | 28:17                 | 16:14                |
| 07.                                        | BSG Wismut Aue                             | 23:28        | 19:26                  | 21:29      | 16:26            | 25:21            | 28:24             |                | 24:21              | 26:21                 | 26:20                |
| 08.                                        | BSG Motor Eisenach                         | 19:24        | 20:26                  | 19:20      | 24:21            | 23:24            | 25:22             | 22:22          |                    | 23:11                 | 25:13                |
| 09.                                        | BSG Chemie Piesteritz                      | 24:30        | 25:32                  | 23:37      | 23:21            | 21:23            | 22:22             | 25:23          | 25:28              |                       | 21:19                |
| 10.                                        | SG Dynamo Suhl-Mitte                       | 19:29        | 15:29                  | 15:24      | 20:21            | 17:19            | 19:19             | 19:23          | 19:24              | 22:24                 |                      |

### Torschützenliste
|     | Spieler            | Verein                 | Tore / 7 m |
| --- | ------------------ | ---------------------- | ---------- |
| 01. | Frank-Michael Wahl | SC Empor Rostock       | 161 / 50   |
| 02. | Georg Rothenburger | BSG Wismut Aue         | 131 / 18   |
| 03. | Lutz Westram       | BSG Motor Eisenach     | 130 / 72   |
| 04. | Jürgen Flau        | BSG Post Schwerin      | 104 / 32   |
| 05. | Ingolf Wiegert     | SC Magdeburg           | 097 / 0–   |
| 05. | Volker Musick      | ASK Vorwärts Frankfurt | 097 / 37   |
| 07. | Udo Rothe          | SC Magdeburg           | 095 / 27   |
| 08. | Otto               | BSG Chemie Piesteritz  | 094 / 01   |
| 08. | Helmut Zierold     | BSG Wismut Aue         | 094 / 48   |
| 10. | Lothar Doering     | SC Leipzig             | 088 / 29   |

## Statistik
In den 90 ausgetragenen Oberligaspielen der Saison 1982/83 fielen 4.137 Tore, das entspricht einem Durchschnitt von ≈ 46 Treffern pro Spiel. Meister SC Magdeburg erreichte mit 522:399 Treffern das bei weitem beste Torverhältnis (+123) und war auch am torreichsten Spiel beim 36:26-Heimsieg über die BSG Wismut Aue beteiligt. Den höchsten Sieg verbuchte der SC Empor Rostock beim 38:19-Heimsieg am letzten Spieltag gegen die BSG Chemie Piesteritz. Torschützenkönig wurde wie im Vorjahr Frank-Michael Wahl vom SC Empor Rostock. Diesmal warf er 161 Tore, von denen er 50 vom Siebenmeterpunkt erzielte.  

## Meistermannschaft
| SC Magdeburg          | SC Magdeburg |
| --------------------- | --- |
| Logo vom SC Magdeburg | Tor: Wieland Schmidt, Gunar Schimrock, Michael Gottschalk Feldspieler: Reiner Baumgart, Uwe Beye, Günter Dreibrodt, Jörg Fischer, Olaf Haase, Manfred Hoppe, Harry Jahns, Hartmut Krüger , Helmut Kurrat, Peter Pysall, Udo Rothe, Ingolf Wiegert, Holger Winselmann, Trainer: Klaus Miesner |